# Kalle Anka som amiral
Kalle Anka som amiral (engelska: Sea Scouts) är en amerikansk animerad kortfilm med Kalle Anka från 1939.

## Handling
Kalle Anka är kapten på en stor segelbåt, med en besättning bestående av hans systersöner Knatte, Fnatte och Tjatte. På grund av Kalles klumpighet och knattarnas inte illa menade oerfarenhet går seglingen inget vidare bra.

## Om filmen
Filmen hade svensk premiär den 19 augusti 1939 på biografen Plaza i Stockholm och visades då som förfilm till filmen Helgonet i London (engelska: The Saint in London) med George Sanders i huvudrollen.

## Rollista
- Clarence Nash – Kalle Anka, Knatte, Fnatte och Tjatte[3]